# DF-41 (ミサイル)
DF-41（中: 東風-41、Dong Feng-41）は、中華人民共和国が開発した固体燃料式大陸間弾道ミサイル (ICBM)。

## 概要
1990年代から開発されており、一時は2010年に初期作戦能力獲得が予測され、固定サイロ式と移動式のものが開発されているとの推測されていた。しかし、続報が無く、2009年に北京市で行なわれた建国60年軍事パレードでも展示されなかった。アメリカ合衆国国防総省のMilitary Power of the People's Republic of China 2009にも記載は見られず、開発状況は不明確な状況が続いた。
アメリカ国防総省の年次議会報告「中華人民共和国の軍事および安全保障の進展に関する年次報告（2011年版）」(Military and Security Developments Involving the People’s Republic of China 2011)においては、新型の移動式ICBMが開発中との観測が報告され、2012年8月にはミサイル発射実験の報道がなされた。
2014年6月に公表されたアメリカ合衆国政府による「中華人民共和国の軍事および安全保障の進展に関する年次報告（2014年版）」(Military and Security Developments Involving the People’s Republic of China 2014) において、MIRVかつ道路移動式の新型ICBMとして、DF-41が開発中とのコメントが掲載され、2014年8月には陝西省の環境観測センターが、同省内の軍施設にて「弾道ミサイル東風41を開発中。」とする文章をWEBに掲載し、これを国営英字紙である環球時報が引用して記事にしたことから、依然として開発段階であること、開発拠点の存在などが明らかになった。2016年3月公表の「中国安全保障レポート 2016」（日本・防衛省防衛研究所）及び2016年4月公表の「中華人民共和国の軍事および安全保障の進展に関する年次報告（2016年版）」(Military and Security Developments Involving the People’s Republic of China 2016)においても依然、開発中との見方を示していた。
2015年12月5日、ロシアのRT-23に類似した鉄道移動型の発射実験を行ったとされる。
2019年10月1日、中華人民共和国建国70周年記念の軍事パレードで初公開され、アメリカ合衆国のLGM-30 ミニットマンの1万3,000kmを上回り、ロシアのR-36Mの1万6,000kmに次ぐ射程（1万4,000km超）のミサイルとされた。10個の弾頭を搭載するMIRVであり、固体燃料ロケットで三段式。道路移動式発射台で運用されると推測されている。迎撃に対応する貫通能力 (penetration aids) の増強によりアメリカ合衆国に対する核先制攻撃能力の強化に繋がるとの意見もある。